# Seducer’s Embrace
Seducer’s Embrace — российская melodic death metal-группа, основанная в Москве в 1998 году.
Seducer’s Embrace заслуженно считаются одними из первопроходцев российского мелодичного дэт-метала
В 2002 году на российском лейбле ФОНО вышел дебютный альбом Sinnocence, ставший первым полноценным отечественным релизом в данном жанре. Альбом получил неплохие отзывы как в отечественной, так и в зарубежной специализированной прессе.
Группа имеет большой концертный опыт выступлений, как на маленьких клубных сценах, так и на больших площадках; выступала в одной обойме практически со всеми значимыми российскими группами, есть также опыт выступления с зарубежными «звёздами». Так, в 2002 году Seducer’s Embrace выступили на разогреве у Nightwish в ДК им. Горбунова, далее последовали выступления с такими небезызвестными группами, как Pestilence, Dismember, Impaled Nazarene, Hatesphere, Mercenary, Nightrage, Dark Lunacy, At The Gates, Dark Tranquillity, Insomnium, Necrophobic.

## Состав группы
- Руслан «James» Анисимов — вокал (также Wolfmare)
- Алексей Дохов — гитара
- Григорий Пронин — гитара
- Роман Пронин — бас
- Александр Колобаев — ударные

## Дискография
- Sinnocence, 2002 (ФОНО)
- Internet Promo 2009 (EP)
- Self-Mythology, 2010 (Mazzar)
- Sea Of Trees, 2014 (EP)
- Scooping The Ashes,2016 (EP)
- Solidarity, 2019 (Mazzar)